# Drosera whittakeri
Drosera whittakeri ist eine fleischfressende Pflanze aus der Gattung Sonnentau (Drosera). Sie ist heimisch im südlichen Australien.

## Beschreibung
Die Pflanzen wachsen aus einer orangen, rundlichen und bis zu einem Zentimeter dicken Knolle in einer bodenständigen Rosette und erreichen einen Durchmesser von bis zu 8 Zentimeter. Die spatelförmigen Blätter färben sich mit zunehmendem Alter der Pflanze rötlich. Es können sich unterirdische Ausläufer bilden, aus denen dann neue Pflanzen dieser Art wachsen. An den bis zu 4 Blütenstielen stehen im Juni/Juli weiße, endständige Einzelblüten, die in Relation zur Pflanze sehr groß sind.
Die Chromosomenzahl beträgt 2n = 28.

## Verbreitungsgebiet
Die Art ist heimisch in Südaustralien um Adelaide. Die Standorte liegen alle auf unterschiedlichen Sand- oder auf lehmigen Kiesböden zwischen kleinen Büschen oder in offenen Wäldern.

## Systematik
Die Art wurde 1848 von Jules Émile Planchon erstbeschrieben. 2008 abgegrenzt wurden die Arten Drosera aberrans (zuvor Unterart) sowie Drosera praefolia (Synonym).

## Nachweise
1. 1 2  Allen Lowrie: Carnivorous. Plants of Australia. Band 3. University of Western Australia Press, Nedlands 1998, ISBN 1-875560-59-9.
2. ↑  Drosera whittakeri bei Tropicos.org. In: IPCN Chromosome Reports. Missouri Botanical Garden, St. Louis
3. ↑  Allen Lowrie, John G. Conran: A review of Drosera whittakeri s. lat. (Droseraceae) and description of a new species from Kangaroo Island, South Australia. In: Telopea. Bd. 12, Nr. 2, 2008, ISSN 0312-9764, S. 147–165, (online).